# Alsen (Dakota Północna)
Alsen – miasto w Stanach Zjednoczonych, w stanie Dakota Północna, w hrabstwie Cavalier.